# Number Ones (album của Michael Jackson)
Number Ones là album tuyển tập những ca khúc thành công nhất của ca sĩ nhạc pop người Mỹ Michael Jackson, phát hành vào ngày 17 tháng 11 năm 2003 (trễ một ngày ở Mỹ) và được tái bản năm 2009 bởi Epic Records. Đây là album tổng hợp đầu tiên của Jackson với hãng Sony sau album HIStory (và sau khi phát hành dưới dạng đĩa CD đơn Greatest Hits: HIStory, Volume I vào năm 2001).
Album đã thành công trên toàn thế giới, đứng thứ 1 ở Anh và thứ 7 tại Mỹ.Đúng như tên gọi, album đã chứng tỏ sức hút ghê gớm của Michael Jackson, mặc dù đây chỉ là album thể loại tổng hợp, đặc biệt sau khi Jackon qua đời vào ngày 25 tháng 6 năm 2009. Album đã leo lên vị trí thứ 1 tại Mỹ trong 6 tuần liên tiếp và 27 tuần đứng trong bảng xếp hạng Top Pop Catalog Albums. Đĩa đơn duy nhất của album là đĩa đơn One More Chance được phát hành vào ngày 20 tháng 11 năm 2003, sáng tác bởi R.Kelly, tác giả các ca khúc của MJ như: You Are Not Alone và Cry. Với lượng tiêu thụ tăng đột biến một cách dữ dội không thể kiểm soát và theo thống kê cho thấy, tuyển tập "Number Ones" đã dễ dàng chiếm vị trí số một bảng xếp hạng Billboard cho album ăn khách nhất trong tuần với 108 ngàn bản đã được bán.

## Giới thiệu
Vào năm 2003, Sony phát hành album này được tuyển chọn từ 15 đĩa đơn (14 ca khúc nằm trong top hit Billboard Hot 100): 3 từ Off The Wall, 5 từ Thriller, 4 từ Bad và 3 từ Dangerous. Ngoài ra, album còn có những ca khúc trong đĩa thứ 2 HIStory Continues trong album HIStory, album remix Blood on the Dance Floor: HIStory In The Mix và Invincible. Album còn có hai bản bouns track: Break or Dawn (nằm trong album Invincible nhưng Michael không phát hành đĩa đơn cho bài hát này) và một ca khúc mới: One More Chance.
Khi Number Ones ra mắt năm 2003, album này chỉ đứng vị trí thứ 13 và nay trở lại với 3 tuần liên tiếp giữ vị trí số 1 các tác phẩm bán chạy nhất. Biên tập viên các bảng xếp hạng âm nhạc của tạp chí Billboard là Keith Caulfield nhận xét: "Chúng tôi không bao giờ nghĩ điều này có thể xảy ra và chỉ có Michael Jackson mới làm được điều đó mà thôi".
Và cũng tại giải thưởng Âm nhạc Mỹ, album này đã giành được 2 giải thưởng: Album xuất sắc nhất thể loại Pop/Rock và thể loại Soul/R&B.

## Danh sách ca khúc
| Bài hát                                                     | CD tại Mỹ | CD tại châu Âu/ Úc/ Canada | DVD | [DVD (tại Trung Quốc)] |
| ----------------------------------------------------------- | --------- | -------------------------- | --- | ---------------------- |
| Don't Stop 'til You Get Enough                              | 1         | 1                          | 1   |                        |
| Rock with You                                               | 2         | 2                          | 2   | 1                      |
| Billie Jean                                                 | 3         | 3                          | 3   | 2                      |
| Beat It                                                     | 4         | 4                          | 4   | 3                      |
| Thriller                                                    | 5         | 5                          | 5   | 4                      |
| Human Nature                                                |           | 6                          |     |                        |
| I Just Can't Stop Loving You (hát chung với Siedah Garrett) | 6         | 7                          |     |                        |
| Bad                                                         | 7         | 8                          | 6   | 5                      |
| Smooth Criminal                                             | 8         | 11                         | 9   |                        |
| The Way You Make Me Feel                                    | 9         | 9                          | 7   | 6                      |
| Man in the Mirror                                           | 10        |                            | 8   | 7                      |
| Dirty Diana                                                 | 11        | 10                         | 10  | 8                      |
| Black or White                                              | 12        | 12                         | 11  | 9                      |
| You Are Not Alone                                           | 13        | 13                         | 12  | 10                     |
| Earth Song                                                  | 14        | 14                         | 13  | 11                     |
| Blood on the Dance Floor                                    |           | 15                         | 14  |                        |
| You Rock My World                                           | 15        | 16                         | 15  | 12                     |
| Break of Dawn                                               | 16        | 17                         |     |                        |
| One More Chance                                             | 17        | 18                         |     |                        |
| Ben (Live)                                                  | 18        |                            |     |                        |

### Phiên bản album tại Mỹ
| STT | Nhan đề                                                                               | Sáng tác                                                                       | #1                                                          | Thời lượng |
| --- | ------------------------------------------------------------------------------------- | ------------------------------------------------------------------------------ | ----------------------------------------------------------- | ---------- |
| 1.  | "Don't Stop 'til You Get Enough (2003 Edit)" (từ album Off the Wall)                  | Michael Jackson                                                                | Hot 100 Hot R&B/Hip-Hop Songs                               | 3:56       |
| 2.  | "Rock with You" (từ album Off the Wall)                                               | Rod Temperton                                                                  | Hot 100 Hot R&B/Hip-Hop Songs                               | 3:40       |
| 3.  | "Billie Jean" (từ album Thriller)                                                     | Michael Jackson                                                                | Hot 100 UK number-one single Hot R&B/Hip-Hop Songs          | 4:53       |
| 4.  | "Beat It" (từ album Thriller)                                                         | Michael Jackson                                                                | Hot 100 Hot R&B/Hip-Hop Songs                               | 4:17       |
| 5.  | "Thriller (2003 Edit)" (từ album Thriller)                                            | Rod Temperton                                                                  | French Single Chart                                         | 5:11       |
| 6.  | "I Just Can't Stop Loving You" (với Siedah Garrett) (từ album Bad)                    | Michael Jackson                                                                | Hot 100 Hot R&B/Hip-Hop Songs Hot Adult Contemporary Tracks | 4:11       |
| 7.  | "Bad" (từ album Bad)                                                                  | Michael Jackson                                                                | Hot 100 Hot R&B/Hip-Hop Songs Hot Dance Club Songs          | 4:06       |
| 8.  | "Smooth Criminal" (từ album Bad)                                                      | Michael Jackson                                                                | Spanish Single Chart Dutch Single Chart                     | 4:17       |
| 9.  | "The Way You Make Me Feel" (từ album Bad)                                             | Michael Jackson                                                                | Hot 100 Hot R&B/Hip-Hop Songs Hot Dance Club Songs          | 4:56       |
| 10. | "Man in the Mirror (2003 Edit)" (từ album Bad)                                        | Siedah Garrett, Glen Ballard                                                   | Hot 100 Hot R&B/Hip-Hop Songs                               | 5:03       |
| 11. | "Dirty Diana" (từ album Bad)                                                          | Michael Jackson                                                                | Hot 100                                                     | 4:40       |
| 12. | "Black or White (Single Edit)" (từ album Dangerous)                                   | Michael Jackson                                                                | Hot 100                                                     | 3:18       |
| 13. | "You Are Not Alone (Radio Edit)" (từ album HIStory: Past, Present and Future, Book I) | R. Kelly                                                                       | Hot 100                                                     | 4:34       |
| 14. | "Earth Song (Radio Edit)" (từ album HIStory: Past, Present and Future, Book I)        | Michael Jackson                                                                | UK Single Chart                                             | 5:01       |
| 15. | "You Rock My World (Radio Edit)" (từ albumInvincible)                                 | Michael Jackson, Rodney Jerkins, Fred Jerkins III, LaShawn Daniels, Nora Payne | French Singles Chart                                        | 4:25       |
| 16. | "Break of Dawn" (từ album Invincible)                                                 | Michael Jackson, Dr. Freeze                                                    | n/a                                                         | 5:29       |
| 17. | "One More Chance" (từ album Number Ones)                                              | R. Kelly                                                                       | Turkey Singles Chart                                        | 3:49       |
| 18. | "Ben (2003 Live Edit)" (từ The Jacksons Live!)                                        | Don Black, Walter Scharf                                                       | Hot 100                                                     | 2:48       |

### Phiên bản khác tại châu Âu, Úc, Canada
"Đĩa 1 " 
1. "Don't Stop 'til You Get Enough" – 3:55
2. "Rock with You" – 3:40
3. "Billie Jean" – 4:52
4. "Beat It" – 4:17
5. "Thriller" – 5:11
6. "Human Nature" - 4:05
7. "I Just Can't Stop Loving You" (với Siedah Garrett) – 4:11
8. "Bad" – 4:05
9. "The Way You Make Me Feel" – 4:56
10. "Dirty Diana" – 4:40
11. "Smooth Criminal" – 4:17
12. "Black or White" – 3:19
13. "You Are Not Alone" – 4:34
14. "Earth Song" – 5:00
15. "Blood On The Dance Floor - 4:11
16. "You Rock My World" – 4:25
17. "Break of Dawn" – 5:29
18. "One More Chance" – 3:49

Chú ý: Canada có hai bản.
"Đĩa 2"
1. "Off The Wall"
2. "We Are the World" (USA for Africa)
3. "Blame It on the Boogie"
4. "Shake Your Body (Down to the Ground)"
5. "Leave Me Alone"
6. "They Don't Care About Us"
7. "Speed Demon"
8. "Liberian Girl"
9. "Scream"
10. "Wanna Be Startin' Somethin'"
11. "State of Shock"
12. "Give In to Me"
13. "Remember the Time"
14. "I Want You Back"
15. "Ben"
16. "Music And Me"

## Xếp hạng và chứng nhận

### Xếp hạng tuần
| Bảng xếp hạng                         | Vị trí cao nhất | Chứng nhận  | Doanh số   |
| ------------------------------------- | --------------- | ----------- | ---------- |
| European Top 100 Albums Chart         |                 | 3× Bạch kim | 3,000,000  |
| US Billboard 200 Albums Chart         | 13              | 4× Bạch kim | 5,000,000  |
| US Comprehensive Albums Chart         | 1               |             |            |
| UK Top 75 Albums Chart                | 1               | 7× Bạch kim | 2,200,000+ |
| Australian ARIA Albums Chart          | 2               | 6× Bạch kim | 420,000    |
| Austrian Albums Chart                 | 11              | Vàng        | 15,000     |
| Argentine Albums Chart                |                 | Vàng        | 20,000     |
| Canadian Albums Chart                 | 1               |             |            |
| German Media Control Albums Chart     | 2               | Vàng        | 100,000+   |
| Japanese Oricon Albums Chart          | 6               | Bạch kim    | 250,000    |
| Mexican AMPROFON Albums Chart         | 6               | Vàng        | 75,000     |
| New Zealand RIANZ Albums Chart        | 1               | 4× Bạch kim | 60,000     |
| Polish Albums Chart                   | 2               |             |            |
| Russian Albums Chart                  |                 | 2x Bạch kim | 45,000     |
| Spanish PROMUSICAE Albums Chart       | 17              | Vàng        | 50,000     |
| Switzerland IFPI Top 100 Albums Chart | 9               | Vàng        | 20,000     |

### Xếp hạng cuối năm
| Bảng xếp hạng (2009)      | Vị trí |
| ------------------------- | ------ |
| German Albums Chart       | 33     |
| UK Albums Chart           | 73     |
| US Billboard 200          | 3      |
| US Top Pop Catalog Albums | 1      |

| Bảng xếp hạng (2010)      | Vị trí |
| ------------------------- | ------ |
| UK Albums Chart           | 76     |
| US Billboard 200          | 39     |
| US Top Pop Catalog Albums | 1      |

| Bảng xếp hạng (2011)      | Vị trí |
| ------------------------- | ------ |
| US Billboard 200          | 120    |
| US Top Pop Catalog Albums | 4      |

| Bảng xếp hạng (2012)      | Vị trí |
| ------------------------- | ------ |
| US Top Pop Catalog Albums | 26     |